# Milton Keynes Dons Football Club 2009-2010
Questa voce raccoglie le informazioni riguardanti la Milton Keynes Dons nelle competizioni ufficiali della stagione 2009-2010.

## Rosa
| N. |                        | Ruolo | Calciatore          |
| -- | ---------------------- | ----- | ------------------- |
| 2  | Scozia (bandiera)      | D     | Gary MacKenzie      |
| 3  | Inghilterra (bandiera) | D     | Dean Lewington      |
| 4  | Francia (bandiera)     | D     | Mathias Kouo-Doumbé |
| 5  | Scozia (bandiera)      | D     | David McCracken     |
| 7  | Irlanda (bandiera)     | C     | Stephen Gleeson     |
| 8  | Galles (bandiera)      | A     | Jermaine Easter     |
| 9  | Inghilterra (bandiera) | A     | Aaron Wilbraham     |
| 10 | Stati Uniti (bandiera) | A     | Jemal Johnson       |
| 11 | Inghilterra (bandiera) | C     | Alan Smith          |
| 12 | Francia (bandiera)     | P     | Willy Guéret        |
| 13 | Inghilterra (bandiera) | C     | Mark Carrington     |
| 14 | Inghilterra (bandiera) | A     | Lewis Guy           |
| 15 | Inghilterra (bandiera) | D     | Danny Woodards      |
| 17 | Inghilterra (bandiera) | P     | Stuart Searle       |

| N. |                        | Ruolo | Calciatore      |
| -- | ---------------------- | ----- | --------------- |
| 18 | Germania (bandiera)    | C     | Dietmar Hamann  |
| 19 | Inghilterra (bandiera) | A     | Jabo Ibehre     |
| 21 | Inghilterra (bandiera) | C     | Luke Howell     |
| 22 | Scozia (bandiera)      | C     | Peter Leven     |
| 26 | Inghilterra (bandiera) | C     | Luke Chadwick   |
| 28 | Zimbabwe (bandiera)    | C     | Adam Chicksen   |
| 30 | Inghilterra (bandiera) | C     | Daniel Powell   |
| 31 | Inghilterra (bandiera) | D     | Tom Flanagan    |
| 32 | Inghilterra (bandiera) | A     | Martel Powell   |
| 33 | Inghilterra (bandiera) | C     | George Williams |
| 35 | Irlanda (bandiera)     | A     | Charlie Collins |
| 36 | Inghilterra (bandiera) | C     | George Baldock  |
| 37 | Inghilterra (bandiera) | A     | Harry Milton    |
| 41 | Inghilterra (bandiera) | P     | Ashley Harrison |

## Staff tecnico
| Paul Ince      | Inghilterra (bandiera) | Allenatore                      |
| John Gorman    | Inghilterra (bandiera) | Allenatore in seconda           |
| Alex Rae       | Scozia (bandiera)      | Preparatore                     |
| Paul Heald     | Inghilterra (bandiera) | Allenatore dei portieri         |
| Simon Crampton | Inghilterra (bandiera) | Medico accompagnatore           |
| Pat Holland    | Inghilterra (bandiera) | Capo degli osservatori          |
| Mike Dove      | Inghilterra (bandiera) | Direttore del settore giovanile |
| Andrew Stone   | Inghilterra (bandiera) | Medico dello sport              |
| Matt Hillyer   | Inghilterra (bandiera) | Medico dello sport              |
| Paul Collins   | Inghilterra (bandiera) | Fisioterapista                  |
| Joseph Aylett  | Inghilterra (bandiera) | Curatore del campo da gioco     |
| Dr Martin Cave | Inghilterra (bandiera) | Medico sociale                  |